# Falkamspitze
Die Falkamspitze, auch Wagensamspitz, ist ein 2827 m ü. A. hoher Berggipfel der Villgratner Berge an der Grenze zwischen den Gemeinden St. Veit in Defereggen im Nordwesten und Außervillgraten im Südosten (Osttirol, Österreich).

## Lage
Die Falkamspitze liegt im Norden der Villgratner Berge. Der Gipfel befindet sich am zentralen Hauptkamm zwischen dem Wagenstein (2849 m ü. A.) im Südwesten und dem Rotegg (2796 m ü. A.) im Nordosten. Die Falkamspitze besitzt einen schwach ausgeprägten Südostgrat. An den Nordflanken liegt das Quellgebiet des Stemmeringer Almbachs. Südlich befindet sich der Falkamsee und darunter das Quellgebiet des Schrentebachs, eines Quellbachs des Winkeltalbachs.

## Anstiegsmöglichkeiten
Die Falkamspitze ist ein unbedeutender Berg am Nordostgrat des Wagensteins. Sie wird in der Regel nicht als eigenes Ziel begangen, sondern bei einer Gratüberschreitung aus dem Gsaritzer Törl zum Wagenstein (I+) über Karnase, Rotegg und Falkamspitze begangen.